# Siciliaans bekerkamhoen

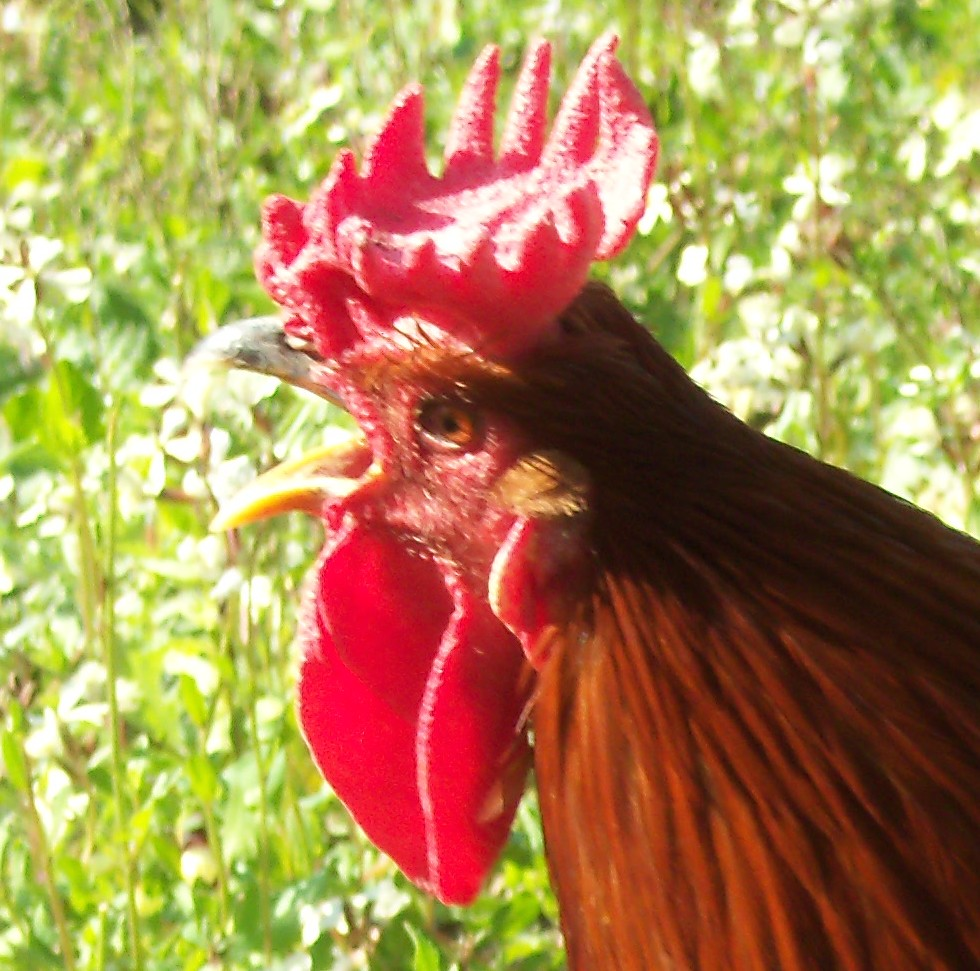
Haan

Het Siciliaans bekerkamhoen is een oorspronkelijk Siciliaans kippenras dat vanwege de kenmerkende ringvormige kam tot de bekerkamhoenders geteld wordt. Het ras is nauw verwant met de Amerikaanse "Buttercup".

## Geschiedenis
De geschiedenis van het ras gaat terug tot de 16e eeuw, zoals gedocumenteerd is op Italiaanse schilderijen uit die tijd. Op grond van het voorkomen in Sicilië, (Italië) kan een mogelijke oorsprong van deze dieren vermoed worden in Libië en Egypte, waar ook bekerkamhoenders voorkomen. Aan het einde van de 19e eeuw werden dieren naar de Verenigde Staten gebracht, waar de "Sicilian buttercup" ontstond.

## Verschillen tussen Nederland en België
Door aparte ontwikkelingen in de erkenning, is de betekenis van de naam in Nederland en België niet gelijk. In Nederland werd de standaard van de "Sicilian buttercup" voor het Siciliaanse bekerkamhoen overgenomen, zodat deze rassen hier synoniem zijn. In België heeft men voor de Italiaanse standaard gekozen.

## Kenmerken
In België is het Siciliaanse bekerkamhoen erkend in de kleuren wit, zwart en patrijs. De oorlellen zijn rood, de loopbenen groen. De haan weegt tot 2,4 kg, de hen tot 1,8 kg. De kam is dubbel aangelegd en vormt door de verbinding aan de voor- en achterzijde een ring- of bekervorm. In tegenstelling tot de bekerkam van het Augsburgs bekerkamhoen vererft de kamvorm bij de Sicilianer normaal en is bij alle dieren, zowel hanen als hennen, aanwezig.

## Speciaalclub
In Nederland en België bestaan voor het ras geen speciaalclubs. In Duitsland werd in 2006 de "Erhaltungszuchtverein für sizilianische Hühnerrassen" opgericht, die zich met het ras bezighoudt.